# Demain (album d’Amel Bent)
Pour l’article homonyme, voir Demain.
Albums de Amel Bent
Instinct
(2014) Sorøre
(2021)
Singles
1. Si on te demande
Sortie : 7 mai 2018
2. Rien (Ft. Alonzo)
Sortie : 2018
3. Dis-moi qui tu es
Sortie : 2018
4. Demain
Sortie : 17 mai 2019

Demain est le 6e album studio d'Amel Bent sorti le 17 mai 2019. 
Quatre singles ont été lancés pour la promotion de l'album. L'album s'érige à la 8e place des meilleures ventes en France, dès la première semaine de sa sortie.

## Genèse de l'album
Après une longue pause musicale de trois ans où elle s'est consacrée à sa vie de famille et a songé à tout arrêter[réf. nécessaire], la chanteuse a fait son grand retour musical en avril 2018 avec le single Si on te demande.

## Caractéristiques de l'album

### Promotion
Le premier single est Si on te demande, sorti le 7 mai 2018. Le second est Rien en featuring avec Alonzo, sorti le 2 septembre 2018. Le troisième est Dis-moi qui tu es, et enfin le quatrième, Demain, est sorti le 17 mai 2019.

## Accueil commercial
L'album se classe directement à la 12ème place en France la semaine de sa sortie.

### Classements
| Classement (2019)            | Meilleure position |
| ---------------------------- | ------------------ |
| France (SNEP)                | 8                  |
| Belgique (Wallonie Ultratop) | 13                 |
| Suisse (Schweizer Hitparade) | 55                 |

## Liste des pistes
| 1.  | La Fête                       | Amel Bent, Heezy Lee & Le Motif                  | Josh, Heezy Lee & Jemi Black                  |  |
| 2.  | C'est la folie (avec Soprano) | Jonah & Soprano                                  | Jonah & Dany Synthé                           |  |
| 3.  | Dis-moi qui tu es             | Jonah                                            | Jonah & Dany Synthé                           |  |
| 4.  | T'aimer de trop               | Rose                                             | William Rousseau, Gary Fico & Leny Magoufakis |  |
| 5.  | Attendez-moi (avec Lacrim)    | Jonah, Amel Bent & Lacrim                        | Jonah & Dany Synthé                           |  |
| 6.  | Demain                        | Amel Bent & Slimane                              | Meïr Salah & Yaacov Salah                     |  |
| 7.  | J'aimerais                    | Élodie Hesme                                     | David Gategno, Leny Magoufakis & Gary Fico    |  |
| 8.  | On porte nos vies             | Amel Bent                                        | Jonah & Dany Synthé                           |  |
| 9.  | Rien (avec Alonzo)            | Gary Fico, Kerredine Soltani, Alonzo & Amel Bent | Gary Fico & Leny Magoufakis                   |  |
| 10. | L'Autre                       | Raphaël Herrerias                                | Lucas Dorier, Gary Fico & Leny Magoufakis     |  |
| 11. | Si on te demande              | Kerredine Soltani                                | Beat Bounce & Renaud Rebillaud                |  |
| 12. | Ton jugement                  | François Welgryn                                 | Leny Magoufakis & Gary Fico                   |  |
| 13. | Une star                      | Caroline Lesieutre                               | Martin Rappeneau, Gary Fico & Leny Magoufakis |  |
| 14. | Charles                       | Élodie Hesme                                     | David Gategno, Gary Fico & Leny Magoufakis    |  |
| 15. | A mes filles                  | Amel Bent                                        |                                               |  |